# 알라콰 콕스
알라콰 콕스(Alaqua Cox, 1997년 2월 14일 ~ )는 아메리카 원주민 출신 미국의 배우이다. MCU 드라마 《호크아이》를 통해 배우 데뷔했다. 실제 청각 장애인이자 절단 장애인이다.

## 출연 작품

### 텔레비전
- 호크아이 (2021) - 마야 로페스 / 에코 역
- 에코 (2023) - 마야 로페스 / 에코 역